# 임무웅
임무웅(1942년 7월 2일~2014년 12월 31일)은 대한민국의 정치인이다. 제13대 국회의원을 지냈다.

## 역대 선거 결과
|  | 34.22% |

|  | 32.95% |